# Marketinginstrument

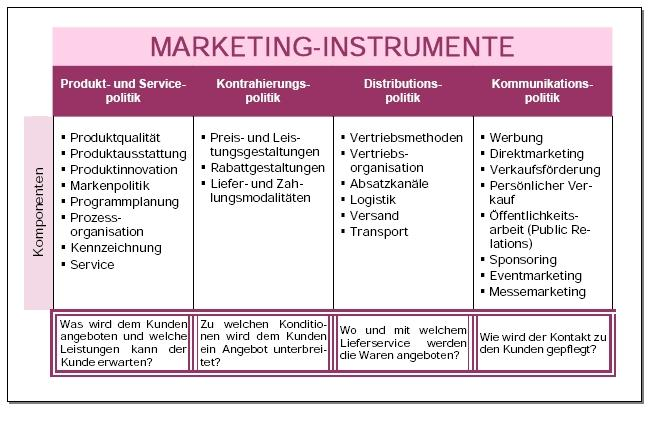
Klassische Marketinginstrumente

Marketinginstrumente sind diejenigen unternehmerischen Mittel, mit deren Hilfe im Marketing von Unternehmen Maßnahmen zur erfolgreichen marktorientierten Unternehmensführung durchgeführt werden und einen Markt im Rahmen der Unternehmensziele bearbeiten sollen.

## Allgemeines
Marketing kann erfolgreich nur durchgeführt werden, wenn ein Unternehmen bestimmte, dem Marketingziel entsprechende Maßnahmen ergreift. Eine Maßnahme beschreibt eine zielgerichtete Tätigkeit. Instrumente sind die Medien, die während der Maßnahme eingesetzt werden. Marketinginstrumente müssen das Kaufverhalten der Kunden berücksichtigen.

## Arten
Die einsetzbaren Marketinginstrumente können nach dem Fachgebiet kategorisiert werden:
| Produktpolitik | Kontrahierungspolitik                                                      | Distributionspolitik | Kommunikationspolitik |
| --- | -------------------------------------------------------------------------- | --- | --- |
| Produkt- und Dienstleistungsqualität, Produktdesign, Produktinnovation, Markenpolitik, Programmplanung, Prozessorganisation, Kennzeichnung, Lieferqualität | Preisgestaltung, Rabattpolitik, Lieferungsbedingungen, Zahlungsbedingungen | Vertriebsmethoden, Vertriebsorganisation, Absatzkanäle, Absatzwege, Distributionslogistik, Lieferkette, Versand, Transportmittel | Werbung, Direktmarketing, persönlicher Verkauf, Verkaufsförderung, Öffentlichkeitsarbeit, Sponsoring, Eventmarketing, Messemarketing |

Meist genügt nicht ein einziges Marketinginstrument, sondern eine optimale Kombination und Koordination mehrerer Instrumente, auch als Marketing-Mix bezeichnet, ist erforderlich. Beispielsweise kann eine bestimmte Zielgruppe anvisiert werden, auf deren Bedürfnissen der Marketing-Mix abgestimmt wird.

## Aufgaben
Marketinginstrumente dienen zur Steigerung der Umsatzerlöse, zur Erhöhung der Kundenbindung und Kundenzufriedenheit und zielen darauf ab, aus Laufkundschaft Stammkunden zu machen. Durch Erhöhung der Umsatzerlöse wird auch das Unternehmensziel der Gewinnmaximierung unterstützt. Marketinginstrumente dienen auch der Umsetzung von Strategien im Rahmen eines Business- oder Marketingplans.